# 屯門工業區

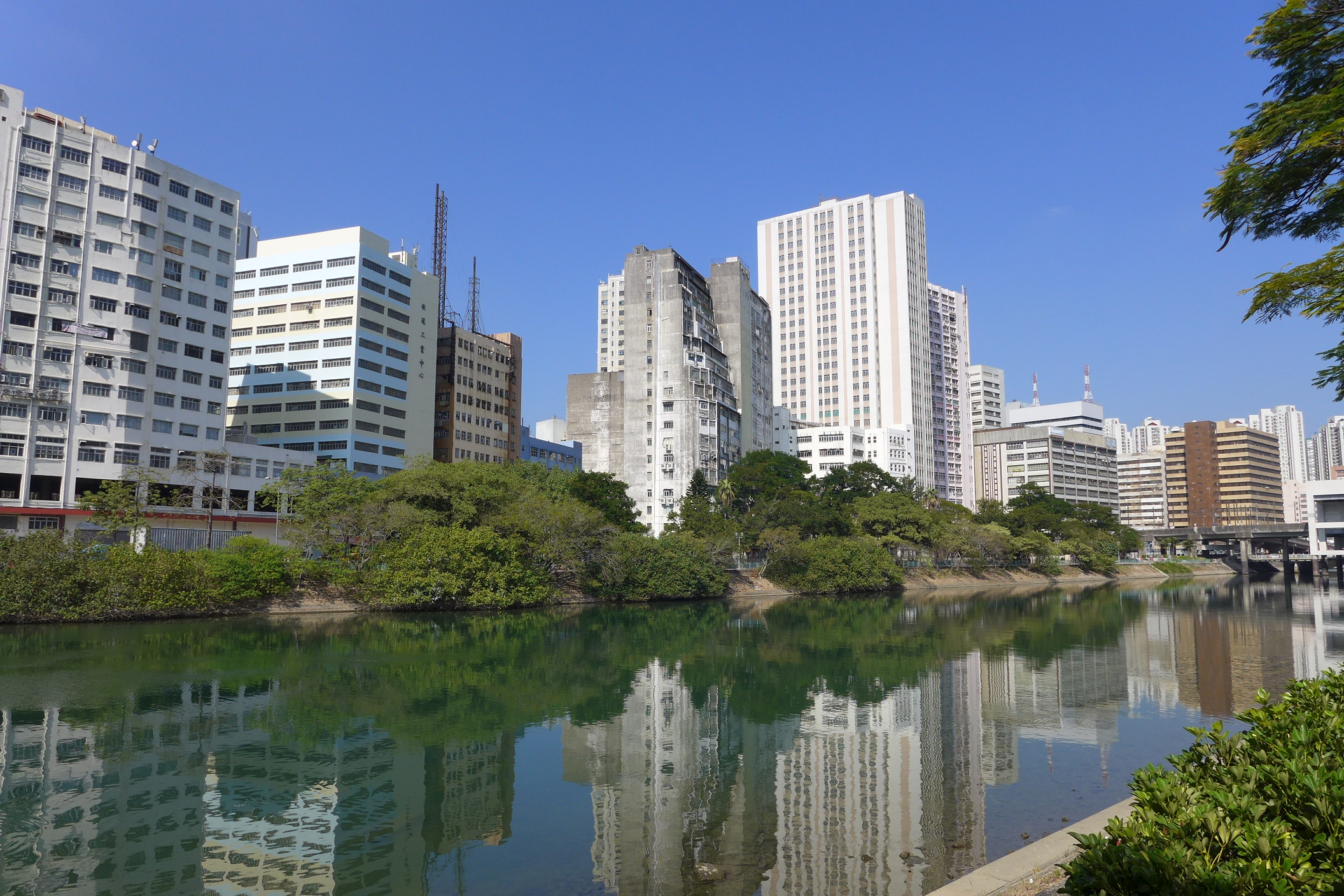
屯門工業區

屯門工業區（英語：Tuen Mun Industrial Area）是香港的一個工業區，亦是新界屯門新市鎮的工業區，其範圍包括屯門河以西、皇珠路以北、山景邨以東、大興花園以南的地域。屯門昔日的市中心屯門舊墟，也是位於屯門工業區之內。
屯門工業區昔日以輕工業（主要是製造業）為主，目的是為屯門新市鎮提供就業機會，令新市鎮自給自足，可是隨著1990年代香港工業式微，令當地不少工廠大廈空置。屯門區議會近年與香港政府的發展局商討如何將屯門工業區進行活化。

## 主要廠商
- 維他奶集團
- 維記牛奶
- 統一食品
- 勝利食品
- YKK
- 九巴屯門車廠

### 過去
- 虹志電腦（AST）工廠

## 未來發展
- （i）「綜合發展區（1）」地帶包括已停用的巴士廠、嘉柏中心及以的小塊政府土地及公篶，主要作住用途及一些商業及社區設施。住用最高地積比5倍及高限100米水平基準。將制定發展大綱，指引設計概及詳細發展要求，其中包括加強與鄰近設施結合（修定項目A1）。
- （ii）「綜合發展區（2）」地帶，毗上述「綜合發展區（1）」，現為一間仍在運作的巴士廠。「綜合發展區（2）」地帶用作商業用途。最高地積比9.5倍及高限100米水平基準。將制定發展大綱，指引設計概及詳細發展要求，其中包括加強與鄰近設施結合（修定項目A2）。
- （iii）「其他指定用途」註明「商貿」地帶，是在上述「綜合發展區（2）」地帶以及以南共6間工廈。最高地積比9.5倍（包括超過1倍用作商店及服務、及食肆）及高限100米水平基準（修定項目A3）。
- （iv）「商業（1）」地帶，是在上述「綜合發展區（1）」地帶以南的間工廈，於2011已獲城規會批給規劃許可作整幢改裝作商廈。最高地積比9.5倍及高限100米水平基準。
- 港鐵站對面的巴士廠及嘉柏中心將用作「住用途及一些商業及社區設施」；陸氏工廈及有成工廈將整幢改裝作「商廈」；餘下兩個巴士廠將用作「商業用途」；好收成、東亞紗廠、凱昌工廈、德榮工廈、精棉及恆威工業中心將用作「商店及服務、及食肆」。
- 其中已在進行中的有陸氏工廈申請將工廈活化成辦公室、酒店、食肆和商店及服務行業；有成工廈申請改裝作大型零售倉外，會預留一至兩層租予藝術團體。九巴是新鴻基地產屬下公司，相信將幾個巴士廠重建是時間問題。所以屯門站一帶的社區改善趨勢很明顯，是朝著商貿、服務性行業的方向發展，除了改善社區外，更提升商業價值。而且可以連接以北的大興花園及卓爾居，擴大屯門的商住區範圍。

## 區議會議席分佈
由於工業區內沒有住宅而沒有常住人口，往往劃到鄰近的選區。為方便比較，以下列表以石排頭路、鳴琴路、青雲路、皇珠路及屯門河為範圍。
| 年度/範圍                        | 2000-2003 | 2004-2007 | 2008-2011 | 2012-2015 | 2016-2019 | 2020-2023 |
| -------------------------------- | --------- | --------- | --------- | --------- | --------- | --------- |
| 石排頭路、鳴琴路、杯渡路及屯門河 | 翠興選區  | 翠興選區  | 翠興選區  | 翠興選區  | 翠興選區  | 翠興選區  |
| 皇珠路、青雲路、杯渡路及屯門河   | 龍門選區  | 龍門選區  | 龍門選區  | 龍門選區  | 龍門選區  | 龍門選區  |

註：以上主要範圍尚有其他細微調整（包括編號），請參閱有關區議會選舉選區分界地圖及條目。